# 瓦爾德克和皮爾蒙特的伊達
瓦爾德克和皮爾蒙特的伊達（德語：Ida zu Waldeck-Pyrmont，1796年9月26日—1869年4月12日），紹姆堡-利珀親王妃，瓦爾德克和皮爾蒙特親王格奧爾格一世的女兒。

## 家庭
1816年，伊達與紹姆堡-利珀親王格奧爾格·威廉結婚，兩人共有2子4女：
1. 阿道夫一世（1817年—1893年）
2. 瑪蒂爾德（1818年—1891年）
3. 阿德海德（1821年—1899年）
4. 伊達（1824年—1894年）
5. 威廉（1834年—1906年）
6. 伊莉莎白（1841年—1926年）